# マイタイ
マイタイ（英: Mai-Tai）とは、ラム酒をベースとしたカクテルである。「トロピカル・カクテルの女王」と称される。

## 概要
ラム酒の研究家であったヴィクター・バージェロン（英語: Victor J. Bergeron）は、1944年のある日、自身がオーナーであるカリフォルニアのレストラン「トレーダーヴィックス」で何気なく手に取った17年物のジャマイカ産ラム酒、ライム果汁、ロックキャンディーシロップ、オレンジキュラソー、オルジェー・シロップ（フランス産アーモンドシロップ）を砕いた氷が入ったグラスに注いで、タヒチ出身の友人に提供した。それを飲んだ友人はタヒチ語で「MAI TAI ROA AE!（この世の物とは思えない!）」と歓喜した。世界中で愛されることになるトロピカルカクテルの誕生であった。
バージェロンがハワイにマイタイを持ち込むのは1953年になってのことである。
ロイヤル・ハワイアン、モアナ・ホテルはハワイで最初にマイタイの提供を行った。
ロイヤル・ハワイアンは1959年に「マイタイ・バー」をオープンさせ、オリジナル・レシピのマイタイを提供したところ、ワイキキビーチが目の前という立地条件も合わさって人気カクテルとなり、以降もオリジナルレシピのロイヤル・マイタイは、マイタイ・バーのシグネチャーカクテルとして人気が高い。

## レシピの例
国際バーテンダー協会によるレシピを以下に記す。
材料
- ジャマイカ・アンバーラム - 30ml
- マルティニーク・ダークラム - 30ml
- オレンジキュラソー - 15ml
- オルジェー・シロップ - 15ml
- フレッシュライムジュース - 30ml
- シュガーシロップ - 7.5ml

作り方
1. 全ての材料を氷と共にシェイクする。
2. ダブルサイズのロックグラス、またはハイボールグラスに注ぐ。
3. パイナップル、ミント、ライムの皮を飾る。

### ロイヤル・マイタイ
ロイヤル・ハワイアンのマイタイ・バーで提供されているレシピを以下に記す。
材料
- バカルディ・ラム - 1oz
- チェリー・バニラ・ピューレ -  1tsp
- ディサローノ・アマレット -  1/2oz
- コアントロー -  1/2oz
- フレッシュ・オレンジジュース - 1oz
- フレッシュ・パイナップルジュース - 2oz
- ダークラム - 1/2oz

作り方
1. ダークラム以外の材料と氷をシェイクし、グラスに注ぐ。
2. グラスにダークラムをフロートする。
3. チェリー、パイナップル、櫛形切りしたライム、パラソルを飾る。